# Joure

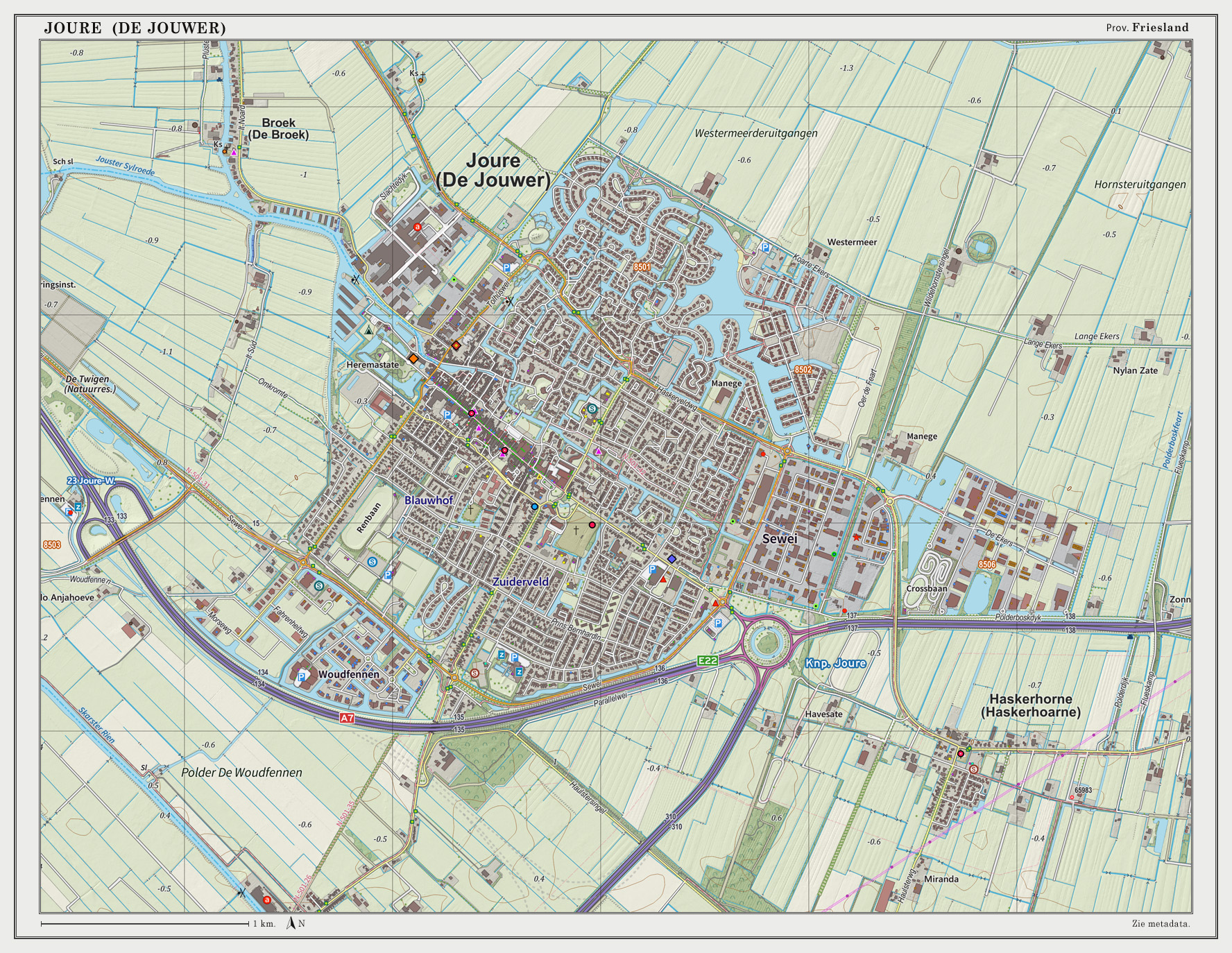
Karte Joure, Juni 2014

Joure (westfriesisch De Jouwer) ist ein Ort in der niederländischen Provinz Friesland. Der Ort ist der größte Ort und zugleich Verwaltungssitz der Gemeinde De Fryske Marren.
Joure hat 12.970 Einwohner (Stand 1. Januar 2024).
In Joure wurde Douwe Egberts gegründet. 1976 öffnete in den ehemaligen Gebäuden der Kaffeerösterei Douwe Egberts ein Museum.

## Städtepartnerschaften
Joure unterhält Partnerschaften mit:
- Drolshagen in Deutschland, seit 1969[2]
- Mediaș in Rumänien, seit 1996[3]

## Söhne und Töchter der Stadt
- Jan Nicolaas Bakhuizen van den Brink (1896–1987), reformierter Theologe und Kirchenhistoriker
- Heije Schaper (1906–1996), Militär
- Auke Zijlstra (* 1964), Politiker
- Jelle ten Rouwelaar (* 1980), Fußballtorhüter
- Danny Noppert (* 1990), Dartspieler

## Bilder

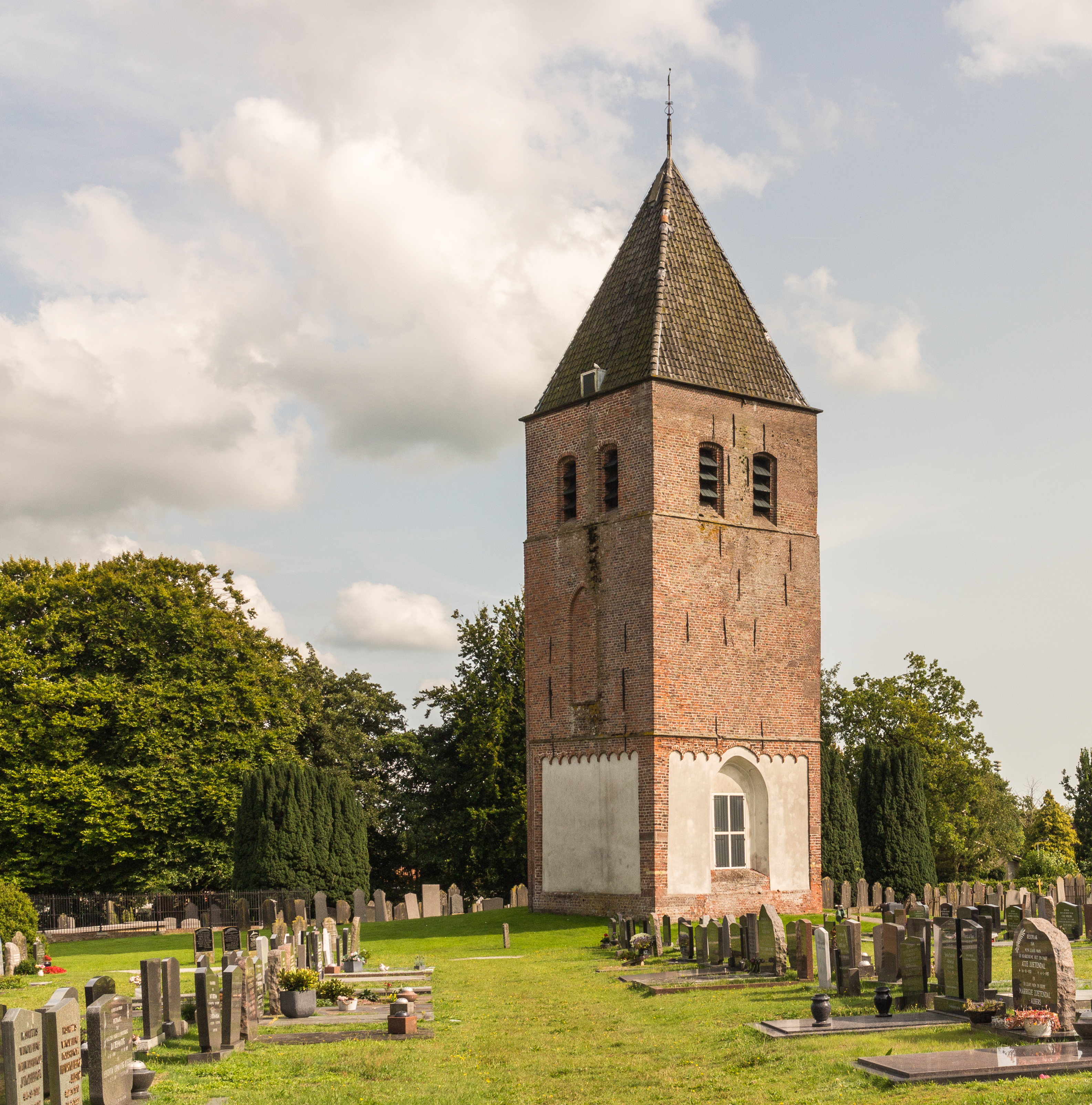
Turm der im 18. Jh. abgerissenen Kirche von Westermeer
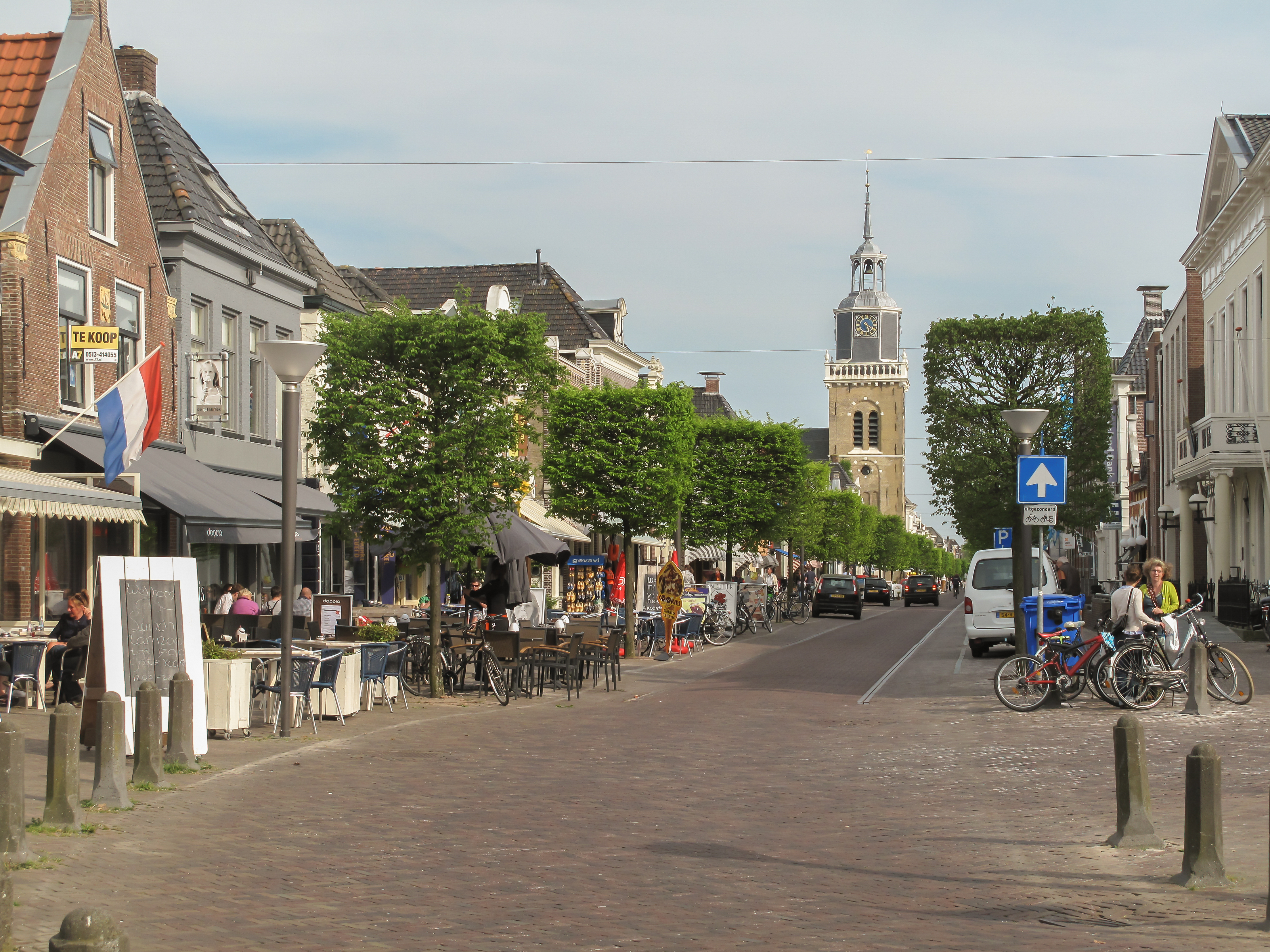
Joure, Hauptstraße Middelstraat mit Kirche
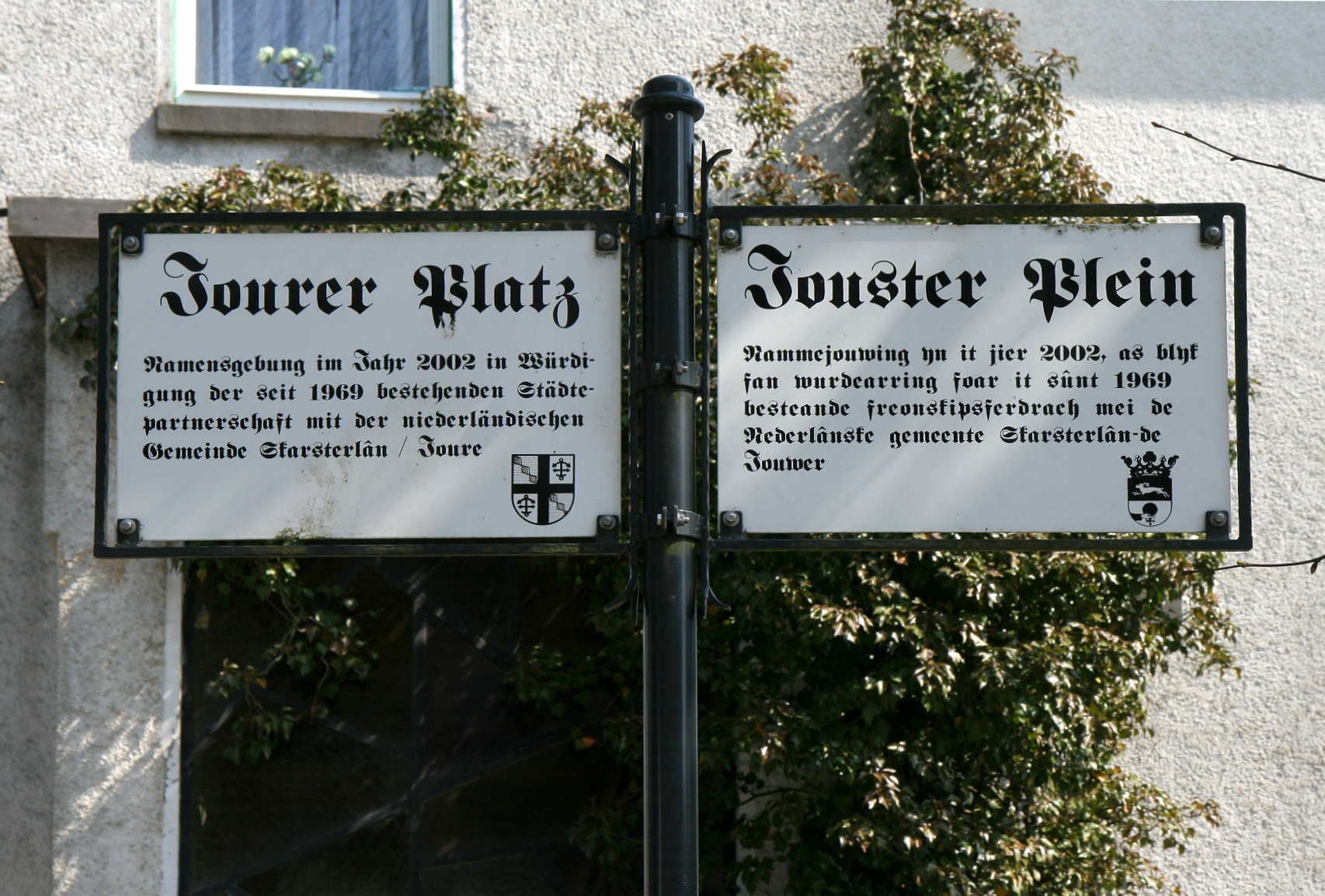
Joure, Schild auf dem Jourer Platz in Drolshagen
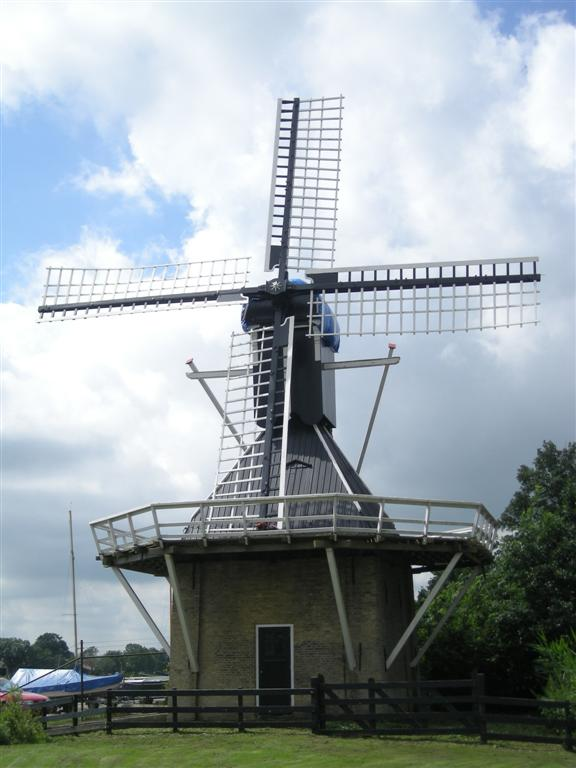
De Groene Molen
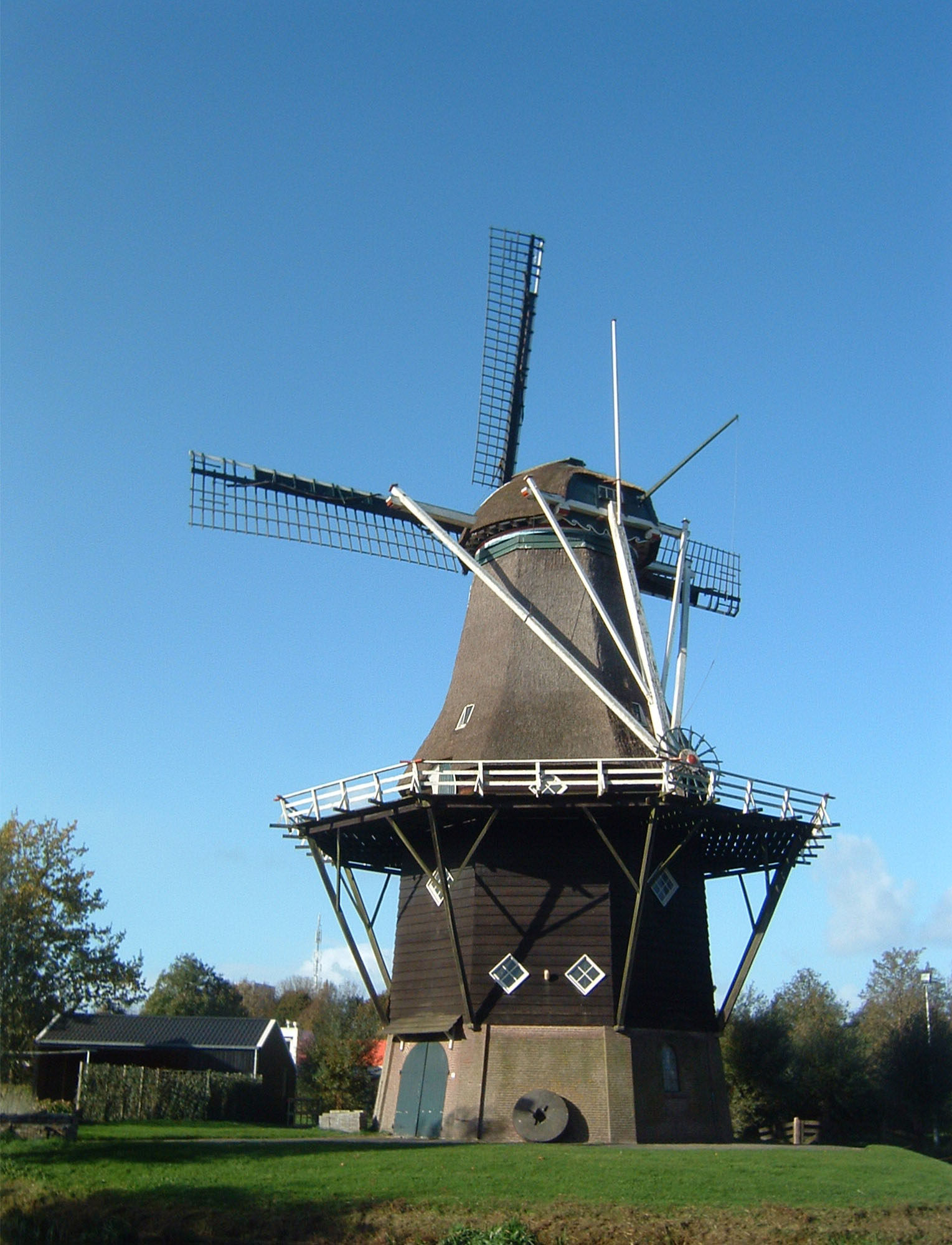
Penninga's Molen